# Aegopogon tenellus
Aegopogon tenellus är en gräsart som först beskrevs av Dc., och fick sitt nu gällande namn av Carl Bernhard von Trinius. Aegopogon tenellus ingår i släktet Aegopogon och familjen gräs. Utöver nominatformen finns också underarten A. t. abortivus.